# Muzea i parki edukacyjne
Zasugerowano, aby ten artykuł podzielić na różne artykuły.

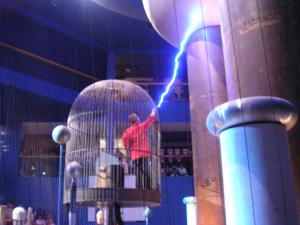
Park nauki w Bostonie

Muzeum albo park edukacyjny (ang. hands-on-museum albochildren’s museum) – nowa generacja muzeów nauki (ang. science museum). Miejsce, w którym dzieci i młodzież, ale także dorośli poznają działanie sił natury i praw fizyki (dotyczących m.in. powstawania prądów morskich, grawitacji, tarcia, równowagi). Pomocne w tym okazują się różnego rodzaju przedmioty i budowle, bardziej lub mniej skomplikowane zwane urządzeniami edukacyjnymi, których może „dotknąć” każdy zwiedzający i samodzielnie zapoznać się z zasada jego działania.
- Muzeum edukacyjne a muzeum nauki

Muzea edukacyjne są współczesną odmianą muzeów nauki. Tradycyjne muzea nauki mają statyczny charakter, natomiast współczesne muzea nauki (w Polsce określane mianem muzeów edukacyjnych) mają dynamiczny, interaktywny charakter.
- Muzeum edukacyjne a park edukacyjny

Muzeum edukacyjne zbiera i udostępnia takie eksponaty dydaktyczne wewnątrz budynku, park edukacyjny natomiast na wolnej przestrzenni „pod niebem” (określane są jako muzea na wolnym powietrzu, ang. open air museum).

## Muzea i Parki Edukacyjne w Polsce
- Centrum Nauki Kopernik w Warszawie
- Ogród Doświadczeń w Krakowie
- Centrum Hewelianum w Gdańsku
- Park Jurajsko-Botaniczny „Dino-Park” w Kołacinku koło Łodzi
- Orbitarium przy Planetarium im. Władysława Dziewulskiego w Toruniu
- Centrum Nauki Experyment przy Pomorskim Parku Naukowo-Technologicznym w Gdyni
- Giganty Mocy w Bełchatowie
- Centrum Nauki Keplera w Zielonej Górze
- Podkarpackie Centrum Nauki Łukasiewicz w Jasionce k. Rzeszowa

## Muzea i Parki Edukacyjne w Niemczech
- Wieża Zmysłów, Norymberga
- Cybernarium, Darmstadt
- Deutsche Arbeitsschutzausstellung, Dortmund
- Deutsches Hygienemuseum, Drezno
- Deutsches Museum, Monachium
- EXPLORA, Frankfurt nad Menem
- Erlebniswelt Blockflöte, Fulda
- HeinzNixdorfMuseumsForum, Paderborn
- Imaginata, Jena
- Jahrtausendturm, Magdeburg
- Kinder-Akademie, Fulda
- Mathematikmuseum, Gießen
- Museum 3. Dimension, Dinkelsbühl
- Phänomania, Suhl, Essen
- Phänomenta
- Schloß Freudenberg, Wiesbaden
- Science Center x-world, Fryburg Bryzgowijski
- Spectrum, Berlin
- Universum, Brema
- x-lab, Getynga
- Zentrum für Kunst und Medientechnologie ZKM, Karlsruhe

## Muzea i Parki Edukacyjne na świecie
- Parc de la Villette, Paryż – Francja
- Exploratorium, San Francisco, USA
- Experimentarium, Kopenhagen, Dania
- Heureka, Vantaa, Finlandia
- Illusoria, Ittingen (koło Berna), Szwajcaria
- Museum der Wahrnehmung, Graz, Austria
- Scottish Science-Technology Roadshow, Edynburg
- Techniquest, Cardiff (Walia)
- Technorama, Winterthur (Szwajcaria)
- Tom Tits Experiment, Södertäljein, Szwecja
- ZOOM, Kindermuseum, Wiedeń (Austria)
- Gigantyczna kobieta, Hiszpania
- The Museum of Science and Industry (MSI) Chicago, USA